# Naturschutzgebiet Dünenheide auf der Insel Hiddensee
Koordinaten: 54° 32′ 41,1″ N, 13° 6′ 17,3″ O

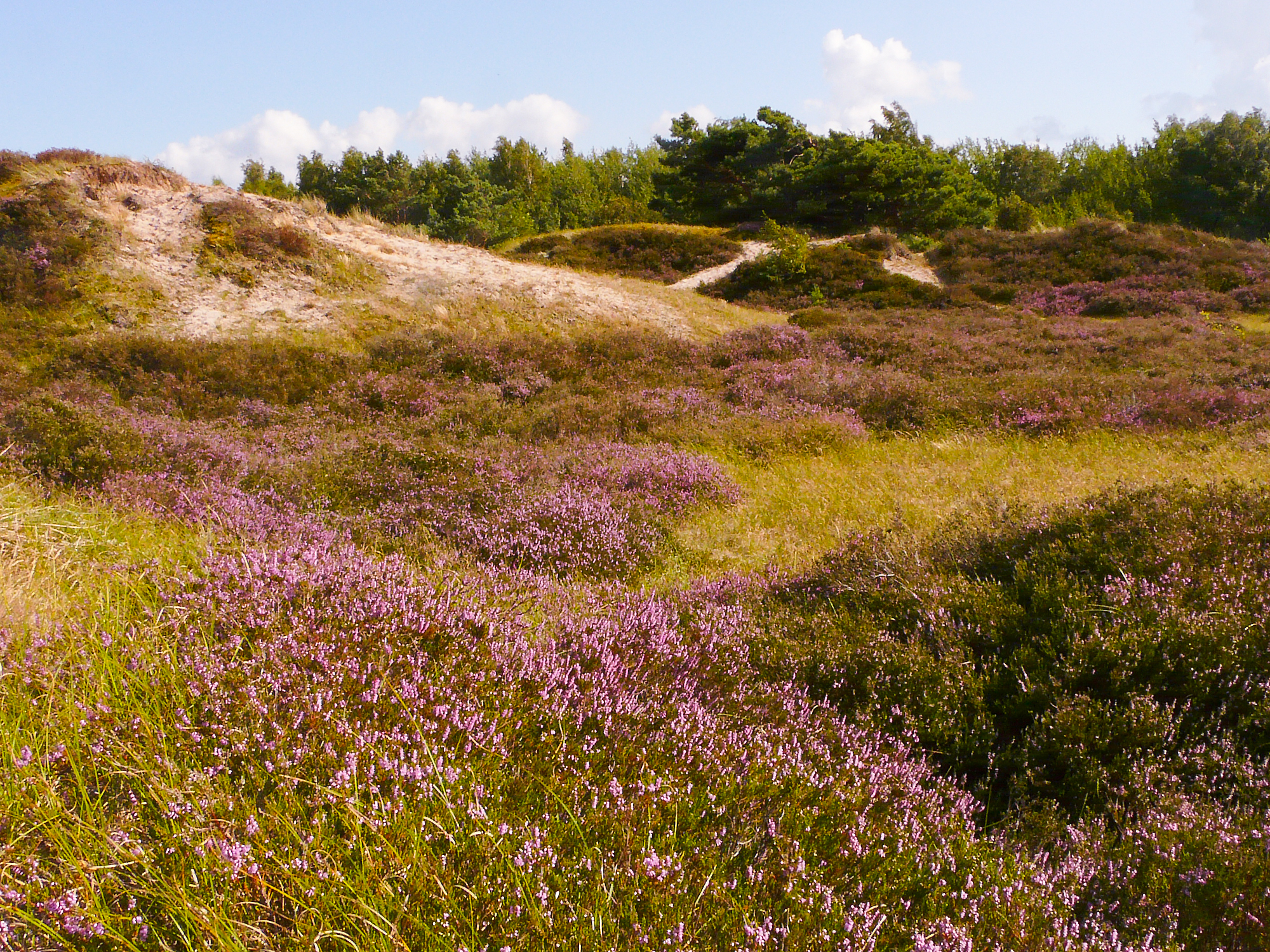
NSG Dünenheide auf der Insel Hiddensee

Das Naturschutzgebiet Dünenheide auf der Insel Hiddensee ist ein 75 Hektar großes Naturschutzgebiet südlich des Ortes Vitte. Im Bereich der deutschen Ostseeküste handelt es sich um die letzte große Küstenheide. Die Unterschutzstellung erfolgte 1964, eine Gebietsverkleinerung 1990. Der Gebietszustand ist gut, da durch Pflegemaßnahmen die Einwanderung von Gehölzen gebremst werden konnte.

## Historie
Das Gebiet entstand als Strandwallfächer im Rahmen der Ausgleichsküste. Durch die typischen starken Westwinde bildeten sich im Westteil bis zu fünf Meter hohe Dünen. Gen Osten schließt sich innerhalb der Schutzgebietsgrenzen eine Seesandebene an, welche in ein Küstenüberflutungsmoor im Bereich der Boddenküste übergeht.
Aufgrund der geringen Ertragskraft des Bodens wurden die Flächen jahrhundertelang nur als Schafweide genutzt. Rohhumus der Heide wurde als Stall-Einstreu und Baumaterial entnommen. Bevölkerungszunahmen im 17./18. Jahrhundert führten zur Übernutzung des Gebietes bis in die Mitte des 20. Jahrhunderts hinein. An der Westküste wurden ab 1906 Küstenschutzwälder gepflanzt. Ab 1965 begann eine touristische Nutzung der Dünenheide. Ein Urlauberdorf mit Sommerhäusern entstand im südlichen Gebietsteil.

## Pflanzenwelt
Der Dünenbereich ist als Grau- und Braundüne ausgeprägt mit eingestreuten Dünenmooren in den Senken. Typische Vertreter der Heidepflanzen sind Krähenbeere, Heidekraut und Kriech-Weide. Es finden sich zahlreiche Flechtenarten. 
In der Hiddenseer Dünenheide findet man auch die Pech-Kiefer. Die in Europa seltene Art stammt aus Nordamerika. Es ist nicht bekannt, welcher Weg sie nach Hiddensee führte. Seit Jahrzehnten wächst sie hier, allerdings vermehrt sie sich nicht. Das sehr haltbare Holz der Pech-Kiefer nennt man Pitch Pine.

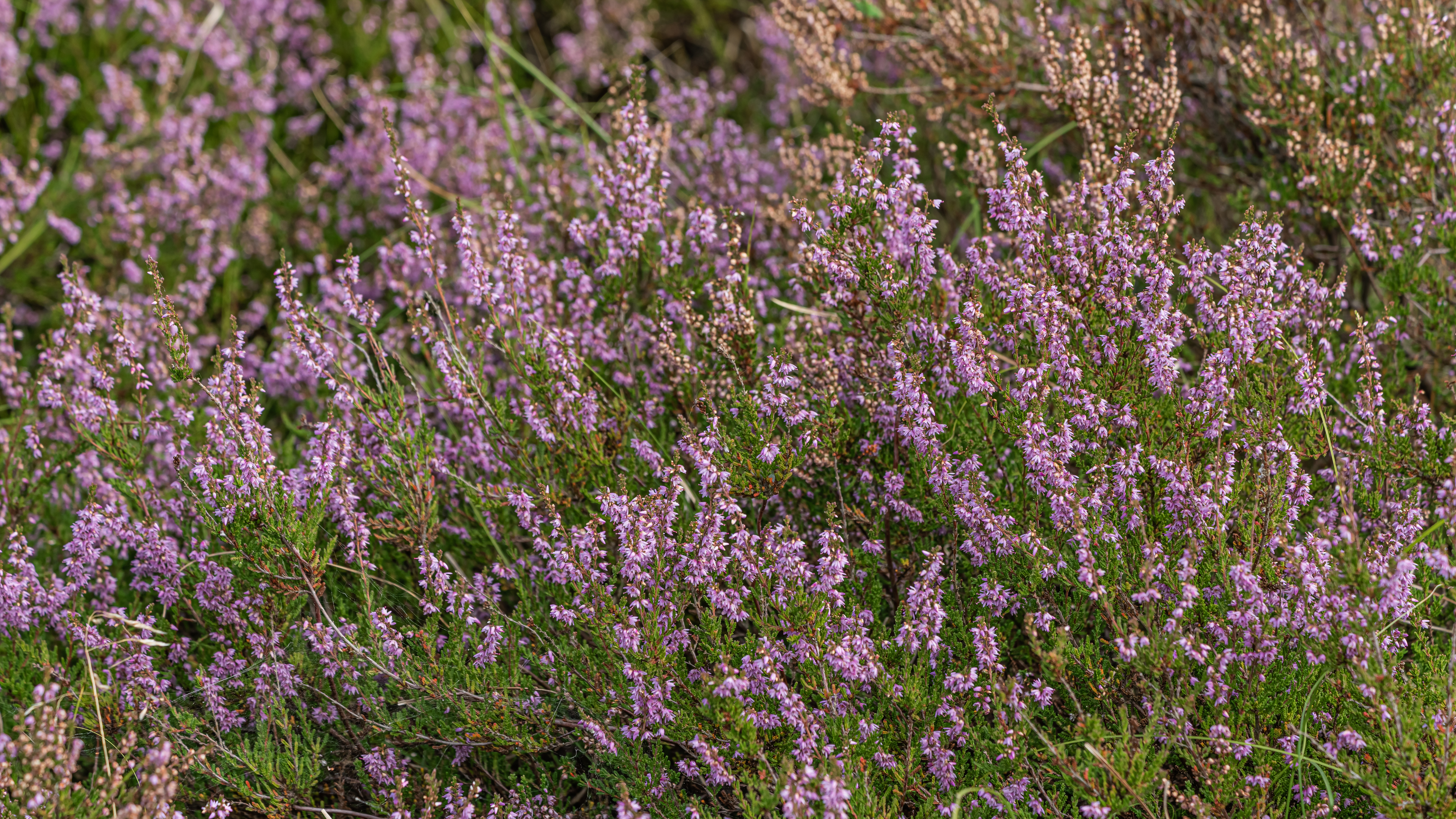
Heidekraut
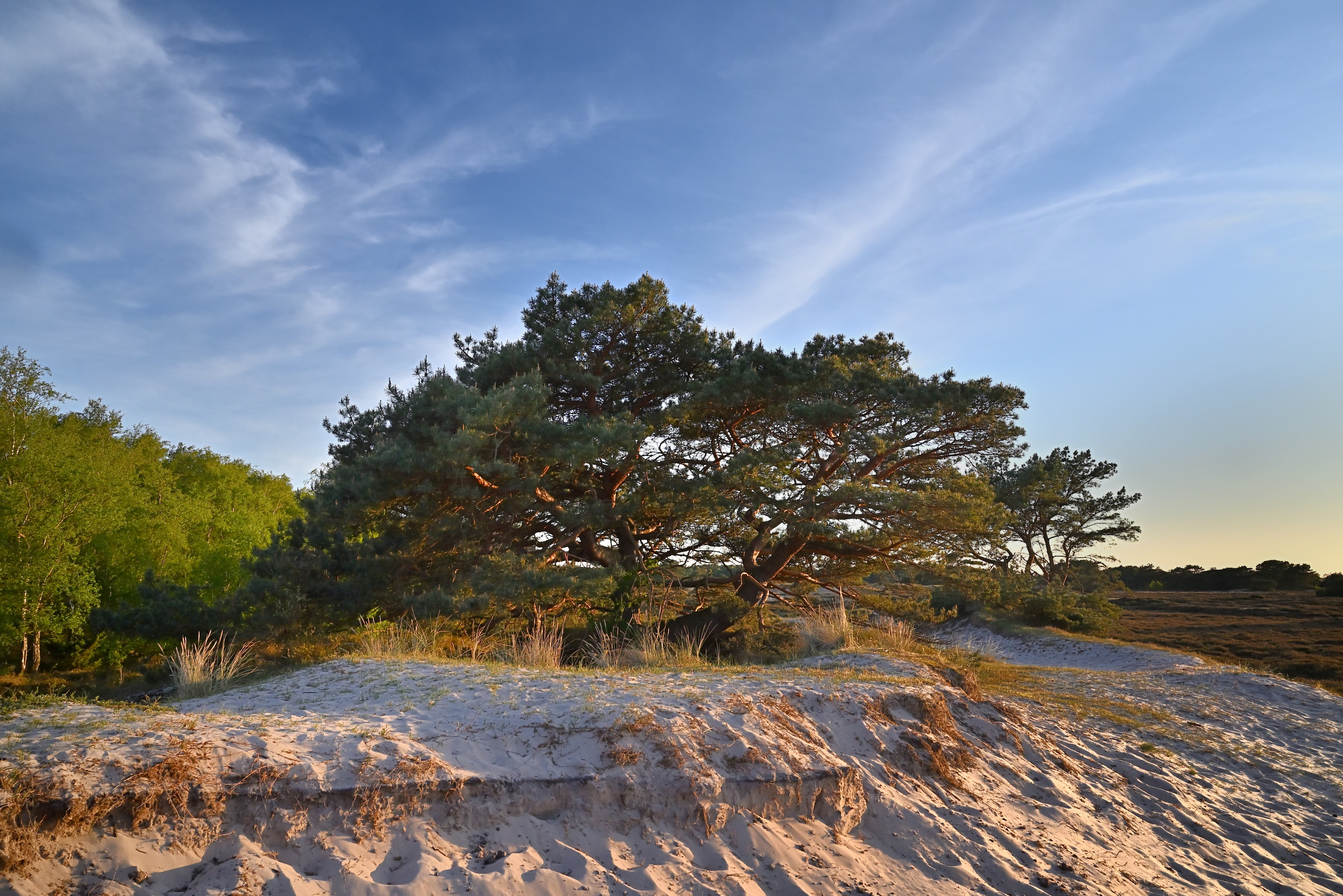
Kiefern in der Hiddenseer Dünenheide